# 狭山そば
狭山そば（さやまそば）は、西武鉄道の駅そば店。

## 現存店舗
現在の運営会社は株式会社ウエスコ。
- 所沢店（1番ホーム上）

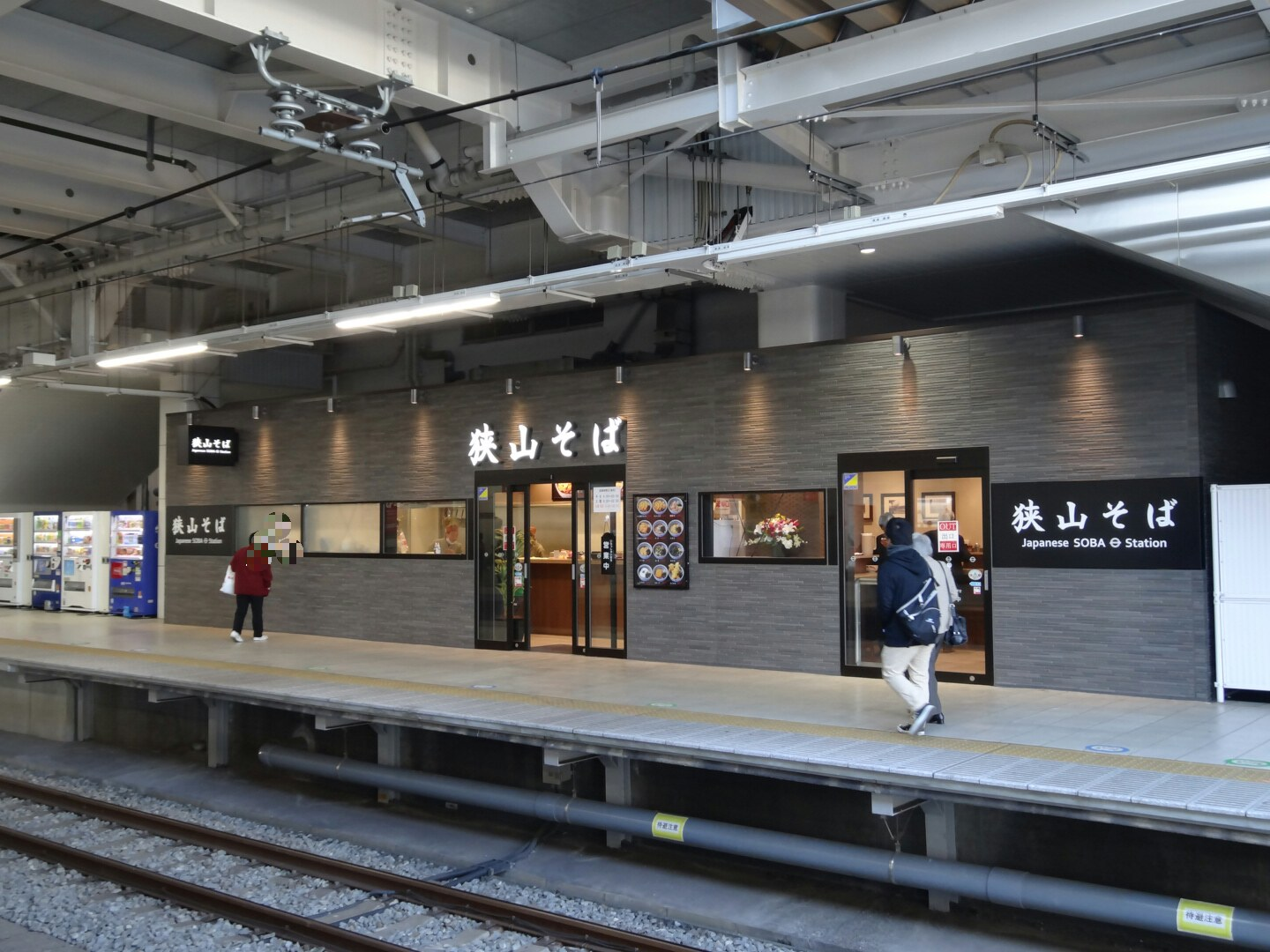
所沢駅1番ホームにある狭山そば所沢店

  - 1972年5月開店。2011年12月31日閉店。2013年6月25日再開店[2]。
- 清瀬店（南口）
  - 2007年11月閉店後、秩父そばの店舗となり、2021年から再び狭山そばとして営業している。2023年9月11日まで約50年間北口で営業していたが、同年9月30日に駅南口に移転した[3]。

## 過去に営業していた店舗
- 狭山ヶ丘店
- 狭山市店（上り2番ホーム構内）
- 田無店（北口駅ビル1階・プリンスデリカ内） - 1996年3月31日閉店
- ひばりヶ丘店（北口側通路と南口の2店舗）
- 東久留米店（北口駅舎脇、改札内外から利用可能）
- 野方店（南口交番横）
- 秋津店（南口）
- 西所沢店
- 萩山店（南口） - 2007年1月20日閉店
- 拝島店 - 2007年6月閉店
- 新所沢店 - 2013年6月29日閉店
- 大泉学園店
- 入間市店（跡地には2016年10月27日に日高屋入間市駅店がオープンしている。） - 2016年1月14日閉店
- 東村山店（改札内外から利用可能） - 2015年7月28日閉店
- 武蔵関店（南口） - 2015年9月26日閉店
- 上石神井店（南口） - 2015年秋閉店
- 西新宿五丁目店（2012年1月開店。運営はウエスコ） - 2021年8月閉店

### 秩父そば
秩父そばは、狭山そばとしては営業していた店舗が閉店した後、西武レクリエーションが運営（2019年4月1日からは株式会社ウエスコに移管）していた店舗である。現在は清瀬店のみ狭山そばに再改称のうえ営業中、その他3店舗は閉店したため、存在しない。
- 清瀬店 - 上述の通り2021年に秩父そばから狭山そばに再改称して営業中。
- 東村山店 - 2015年8月27日開店。駅高架化工事に伴い2019年10月31日閉店。
- 武蔵関店（南口） - 2021年4月29日閉店。
- 上石神井店（南口） - 2021年8月31日閉店。

## その他
- かつては西武通運の経営する店舗もあった。暖簾やメニューが若干異なっていたが、現在はすべて閉店している。
- 運営する株式会社ウエスコは、上記２店舗のほか、居酒屋『えん処（どころ）』も経営している。最寄りは東日本旅客鉄道（JR東日本）中央線快速、中央・総武緩行線の阿佐ケ谷駅。
- JUN SKY WALKER(S)の4thアルバム「Let's Go Hibari-hills（ヒバリヒルズ）」のアルバム同名曲中、歌詞で表現されている「狭山に行こう」はこの狭山そば（ひばりヶ丘店）を指しているという[5]。